# Élections législatives croates de 2024
Les élections législatives croates de 2024 (en croate : Hrvatski parlamentarni izbori 2024) se tiennent de manière anticipée le mercredi 17 avril 2024, afin d'élire les 151 députés de la 9e législature du Parlement pour un mandat de quatre ans.
Le scrutin est marqué par l'opposition entre l'Union démocratique croate (HDZ) du Premier ministre Andrej Plenković et le Parti social-démocrate de Croatie (SDP) du président de la République Zoran Milanović, le premier menant une coalition europhile et atlantiste tandis que la coalition menée par le second adopte une position russophile, dans le contexte de la guerre russo-ukrainienne.
La coalition menée par l'Union démocratique croate arrive en tête, même si elle essuie un recul. Les négociations en vue de la formation d'un nouveau gouvernement de coalition aboutissent à la conclusion début mai d'un accord entre le HDZ et la coalition menée par le Mouvement patriotique (DP), arrivée troisième. Le parlement vote la confiance au nouveau gouvernement le 17 mai. 

## Contexte

### Élections législatives de 2020

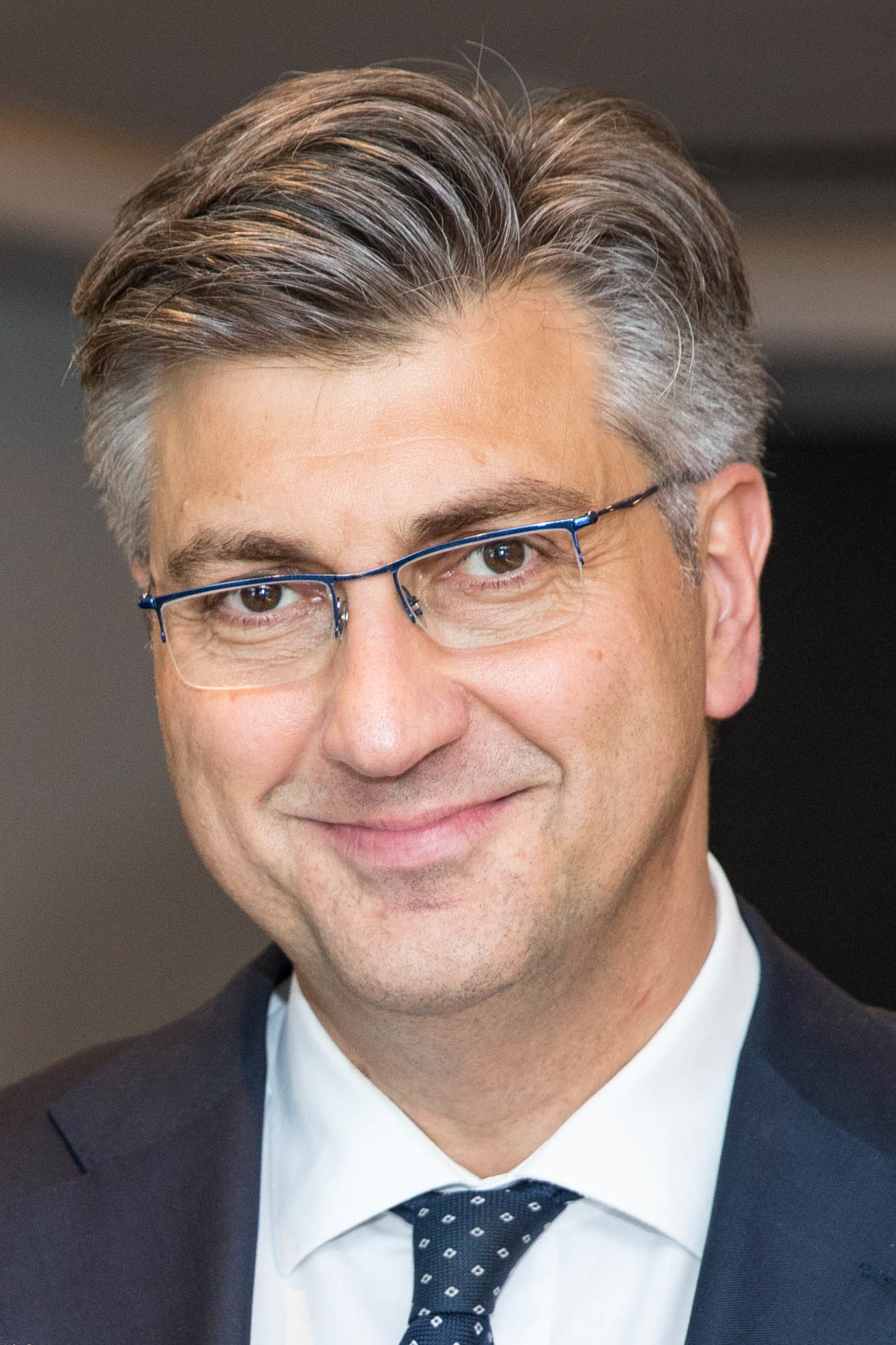
Andrej Plenković.

Les élections législatives croates de juillet 2020 sont remportées à la surprise générale par l'Union démocratique croate (HDZ) du Premier ministre Andrej Plenković. Organisé avec quelques mois d'avance en raison de la pandémie de Covid-19, le scrutin est marqué par la plus faible participation qu'ait connue la Croatie depuis l'indépendance en 1991,.
Malgré des sondages favorables, la Coalition populaire menée par le Parti social-démocrate (SDP) subit un revers, ce qui conduit son dirigeant, Davor Bernardić (en), à annoncer son départ de la présidence du SDP. Il est remplacé en octobre par Peđa Grbin (en). Fondé quelques mois plus tôt par le chanteur éponyme, le Mouvement patriotique de Miroslav Škoro (DPMŠ) réussit à décrocher la troisième place, sans toutefois obtenir la position de faiseur de rois espérée,. Škoro se brouille par la suite avec la direction du parti, ce qui l'amène à en quitter la présidence le 20 juillet 2021, avant son remplacement par Ivan Penava,.
Fort des résultats de la HDZ, arrivé largement en tête, Andrej Plenković conclut rapidement un accord avec le Parti démocratique indépendant serbe et forme un gouvernement de coalition avec le soutien sans participation du Parti populaire croate - Démocrates libéraux (HNS), du Parti populaire - Les Réformistes (NS-R), et des huit représentants des minorités nationales du pays. Le quinzième gouvernement de Croatie reçoit la confiance du Parlement le 24 juillet 2020, appuyée par 76 députés sur 151,.

### Refonte des circonscriptions
|  |

Les élections de 2024 sont précédées d'une refonte de la délimitation des dix principales circonscriptions électorales, numéroté en chiffres romains. La Cour constitutionnelle averti en effet dès le 28 octobre 2022 le gouvernement qu'elle envisage de juger ces dernières inconstitutionnelles en raison des modifications démographiques du pays. L'écart entre le nombre de voix nécessaire à un député pour être élu dans les différentes circonscription est en effet devenu trop important, portant atteinte au principale d'égalité des voix des électeurs. Cet écart avait déjà été mis en exergue par un rapport de la Cour à la suite du recensement de 2010, avant d'empirer après celui de 2020, faute d'actions entreprise par le gouvernement. Seules quatre circonscription sur dix respectent ainsi un écart de moins de 5 % de population avec un maximum de trois autres. Le « poids » du vote d'un électeur dans la circonscription IX est par exemple 33,5 % plus faible que celui d'un électeur de la circonscription IV,.
Devant l'inaction du gouvernement face à son avertissement, la Cour juge inconstitutionnelle la loi électorale le 7 février 2023. Contraint d'agir, le Parlement vote le 20 octobre une nouvelle loi délimitant de nouvelles circonscriptions, effectives le 3 novembre suivant.

## Système électoral

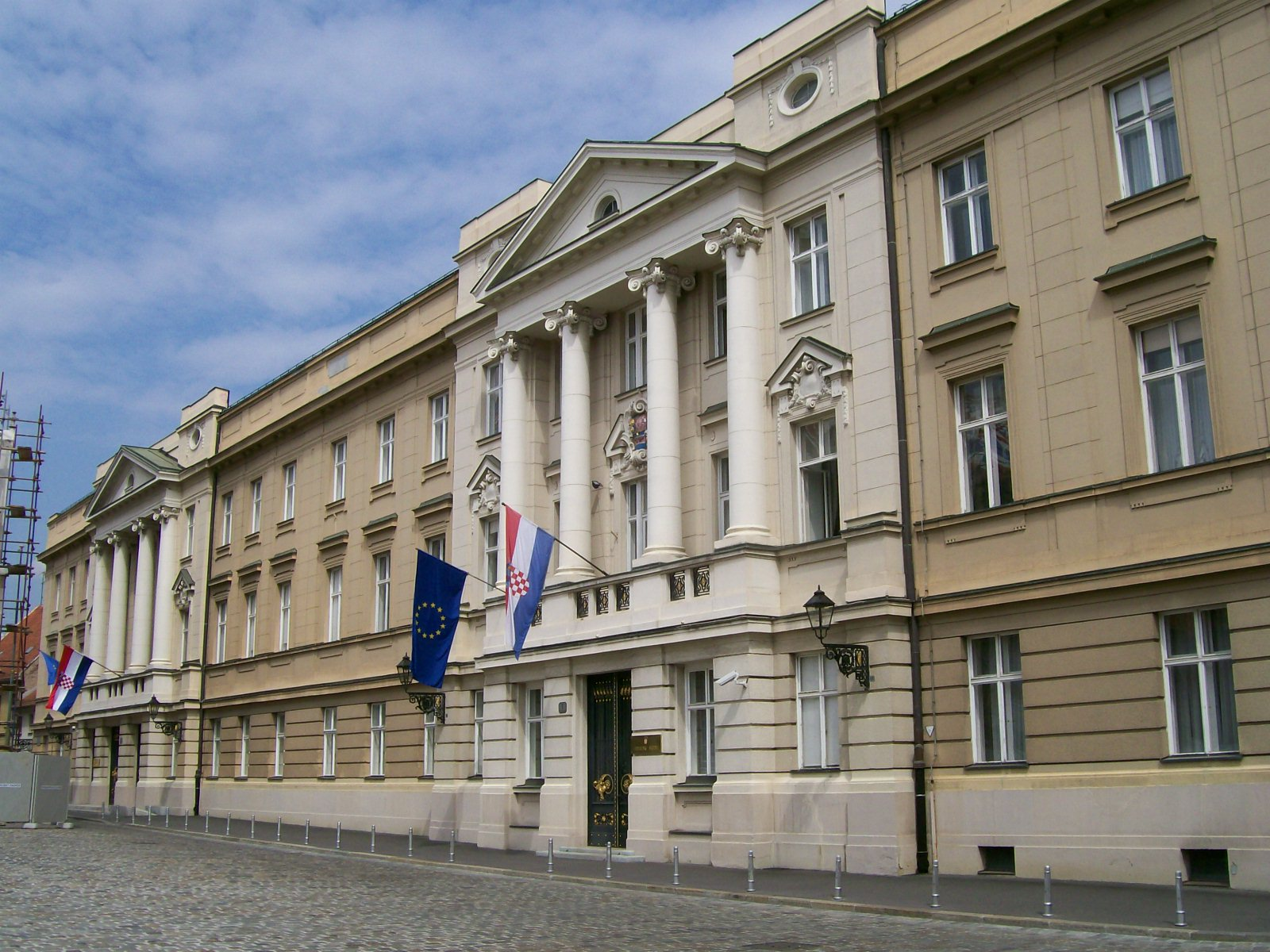
Le Palais Sabor à Zagreb.

Le Parlement de Croatie — en croate Hrvatski sabor, souvent abrégé en Sabor — est un parlement unicaméral doté de 151 sièges pourvus pour quatre ans au scrutin proportionnel plurinominal avec listes semi-bloquées et seuil électoral de 5 % dans douze circonscriptions électorales. Dix d'entre elles — dotées de quatorze sièges chacune — sont basées sur les limites des vingt comitats du pays et de la capitale Zagreb, ajustées de manière à obtenir une répartition relativement uniforme des électeurs croates, une marge de plus ou moins 5 % étant tolérée d'une circonscription à l'autre. Trois autres sièges sont réservés à la diaspora croate, le reste du monde formant une onzième circonscription. Les huit sièges restants sont quant à eux réservés aux vingt-deux minorités ethniques nationales reconnues par le gouvernement croate et sont à pourvoir au scrutin majoritaire dans une douzième circonscription qui se superpose aux dix premières et recouvre l'ensemble du pays. Trois sièges sont ainsi réservés aux Serbes, un aux Italiens, un aux Hongrois, un aux Tchèques et Slovaques, un aux Albanais, Bosniaques, Macédoniens, Monténégrins et Slovènes et enfin un aux Autrichiens, Bulgares, Allemands, Juifs, Polonais, Roms, Roumains, Ruthènes, Russes, Turcs, Ukrainiens et Valaques. Dans chacun de ces groupes, le ou les candidats ayant réuni le plus de voix sont élus.

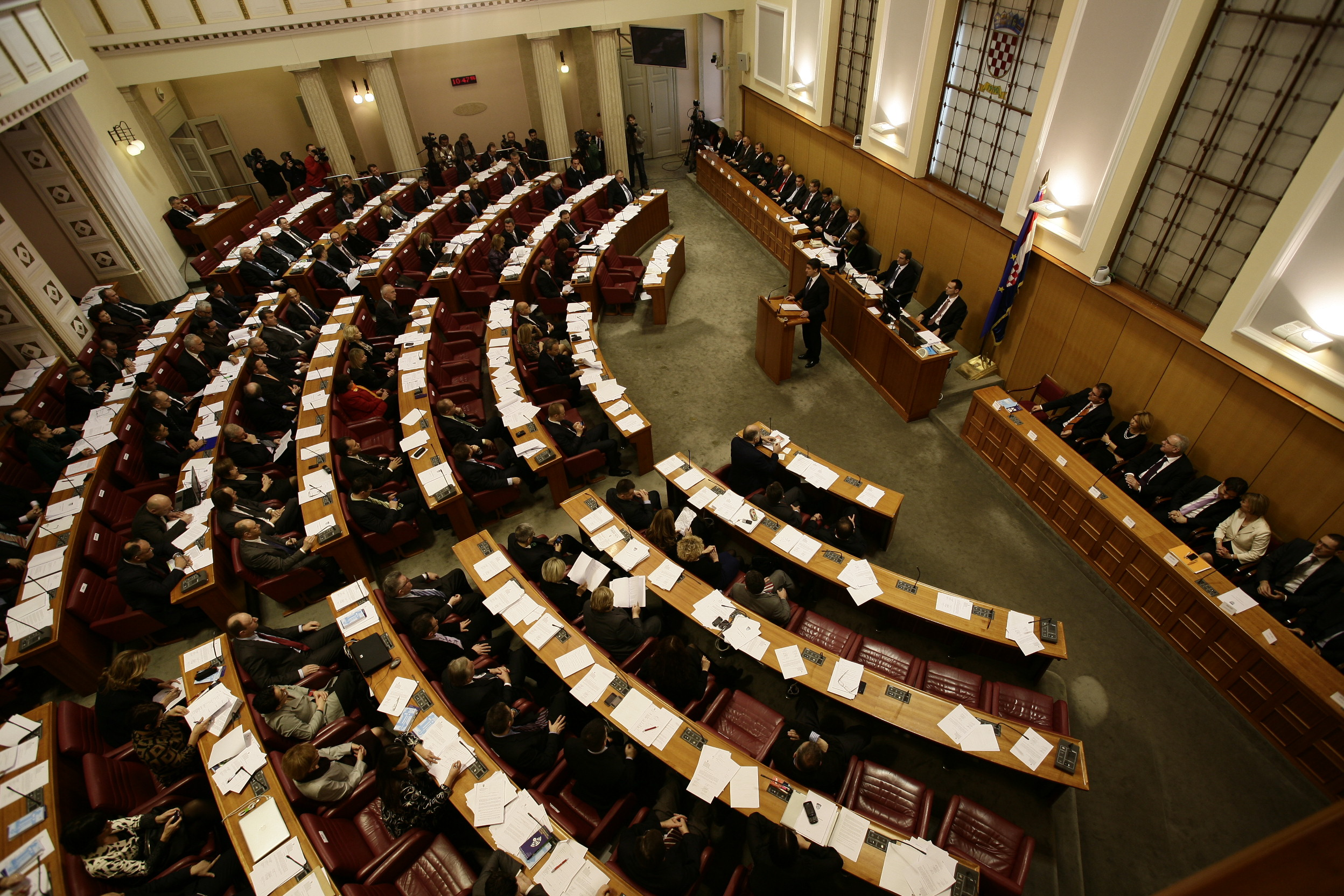
Intérieur du Parlement.

Bien que les listes soient normalement bloquées, les électeurs disposent de la possibilité d'effectuer une forme limitée de vote préférentiel envers un candidat figurant sur la liste pour laquelle ils votent. Cette mesure, introduite en 2015 sous la pression d'un référendum d'initiative populaire, permet aux candidats ayant recueilli plus de 10 % du total des voix attribuées à leur parti dans leur circonscription d'être placés en tête de liste, leur permettant ainsi d'obtenir en priorité un éventuel siège obtenu par leur parti. La place sur les listes des candidats dont le total des votes préférentiels n'a pas atteint ce quota de 10 % reste cependant inchangée. Après décompte des voix, les sièges sont répartis dans chacune des onze premières circonscriptions à tous les partis y ayant franchi le seuil électoral de 5 %. La répartition proportionnelle est faite à l'aide de la méthode d'Hondt.
La nationalité des électeurs des minorités nationales est enregistrée à leur naissance sur déclaration de leurs parents mais peut être modifiée par la suite, sauf dans les quatorze jours précédant un scrutin. Les électeurs des minorités choisissent à leur entrée dans les bureaux de vote s'ils prennent part au scrutin en tant que membre de la circonscription ethnique unique, ou bien de celle ordinaire à laquelle est rattachée le bureau de vote. Ils ne peuvent voter pour les deux systèmes à la fois, ni les électeurs enregistrés comme croates voter pour les listes réservées. Ce système, controversé, a été l'objet en 2017 d'une remise en cause devant la Cour constitutionnelle, qui l'a cependant validé,.

## Sondages

Moyenne lissée des sondages.

## Forces en présences
| Parti ou coalition | Parti ou coalition                                                                                           | Idéologie                                                                            | Chef de file     | Résultat en 2016            |
| ------------------ | --- | ------------------------------------------------------------------------------------ | ---------------- | --------------------------- |
|                    | Coalition Union démocratique croate (HSLS, HNS, HDS, HSU, Indépendants) Hrvatska demokratska zajednica (HDZ) | Centre droit à droite Libéral-conservatisme, démocratie chrétienne                   | Andrej Plenković | 38,56 % des voix 67 députés |
|                    | Coalition Rivières de justice (SDP, CENTAR, HSS, GLAS, DO i SIP, NS-R, Indépendants) Rijeke pravde (RP)      | Centre gauche Social-démocratie, social-libéralisme, agrarisme, régionalisme         | Peđa Grbin (en)  | 25,88 % des voix 40 députés |
|                    | Coalition Mouvement patriotique (PiP, BLOK) Domovinski pokret (DP)                                           | Droite à extrême droite Nationalisme, euroscepticisme, populisme de droite           | Ivan Penava      | 10,89 % des voix 12 députés |
|                    | Coalition Le Pont - Souverainistes (NLM) Most - Hrvatski suverenisti (Most)                                  | Centre droit à extrême-droite Libéral-conservatisme, droite chrétienne, attrape-tout | Nikola Grmoja    | 7,39 % des voix 12 députés  |
|                    | Coalition Nous pouvons ! (NL, NAŠ!, SJG!) Možemo! (Možemo)                                                   | Gauche Écosocialisme, social-démocratie, écologie politique                          | Sandra Benčić    | 6,99 % des voix 6 députés   |

## Campagne

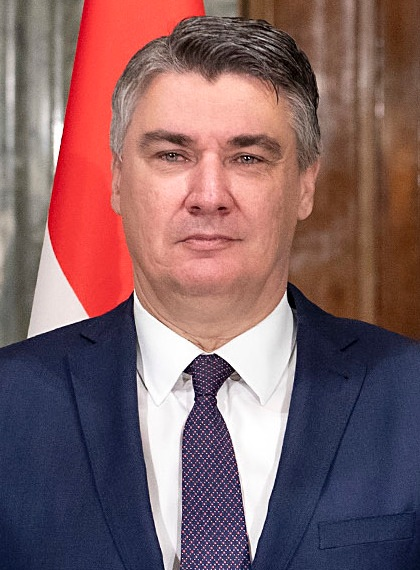
Zoran Milanović

En lice pour un troisième mandat consécutif, le gouvernement sortant est affaibli par des années de scandales de corruption à répétition, qui ont vu pas moins de trente ministres démissionner pour cette raison au cours des huit dernières années.
La campagne est marquée par la tentative du président Zoran Milanović — ancien dirigeant du Parti social-démocrate (SDP) élu en 2020 — de se mettre à la tête de la coalition Rivières de justice, menée par le SDP. Quelques heures après avoir convoqué le scrutin le 15 mars — soit quatre mois avant la date prévue —, Milanović déclare lors d'une conférence de presse être candidat aux élections, dans le but de devenir Premier ministre. Il promet ainsi de démissionner au soir de la « victoire du SDP », une décision qui provoquerait la tenue anticipée de l'élection présidentielle prévue pour décembre 2024,.
Trois jours plus tard, cependant, la Cour constitutionnelle juge inconstitutionnelle la candidature de Milanović, ainsi que toute implication de sa part dans la campagne électorale en faveur du SDP, en raison du devoir de neutralité de sa fonction. La Cour juge ainsi que Milanović doit démissionner s'il veut poursuivre ses projets, une décision qualifié par le concerné de « coup d'État constitutionnel ». Milanović va ainsi jusqu'à traiter les juges de la Cour de « gangster illettrés » et de « paysans primitifs », et les accuser de « prendre en otage » les électeurs et alliés du SDP,.
Connu pour ses positions pro-russes, Milanović s'était notamment fait remarquer en s'opposant en 2022 à l'adhésion de la Suède et de la Finlande à l'OTAN dans le contexte de l'invasion de l'Ukraine par la Russie. Il qualifie ainsi les projets d'adhésion — qui aboutissent tous deux l'année suivante — de « charlatanisme dangereux » et les compare à l'action de « taquiner un ours enragé en enfonçant un stylo dans son œil »,. Au cours de la campagne, il accuse le gouvernement de corruption et de chercher à faire entrer en guerre la Croatie aux côtés de l'Ukraine, et appelle la population à « chasser les voleurs et les abuseurs du pouvoir ». Le SDP fait par ailleurs campagne sur la revalorisation des pensions de retraites.
La campagne est ainsi dominée par le duel entre la coalition formée autour de l'Union démocratique croate (HDZ) menée par le Premier ministre Andrej Plenković et la coalition Rivières de justice menée par le SDP de Peđa Grbin, avec le soutien du président Milanović. Rejetant les accusations de corruption portées à son encontre, le HDZ fait campagne sur le thème de la « stabilité », mettant en avant son bon bilan en matière économique et son soutien affirmé à l'Union européenne, la Croatie ayant notamment rejoint la zone euro le 1er janvier 2023,.
La Croatie voit également pour la première fois de son histoire une personnalité politique être outé sans son consentement. Le président Milanović rend en effet public l'homosexualité du ministre Damir Habijan au cours d'une conférence de presse, avant d'ajouter « Le nouveau Premier ministre français est gay. Si votre seule qualité est d'être gay, ça ne suffit pas, désolé. Cela ne veut rien dire. Mais si vous voulez que ça se sache, que vous êtes fier, ok, je vous accepte. Je l'ai déjà accepté. ». Ce coming out sans l'assentiment de l'intéressé provoque la controverse au sein de la communauté LGBT croate en raison de l'absence de critique des associations de défense. L'association Zagreb Pride réagit au contraire en publiant une liste de onze autres personnalités politiques, principalement membres de la HDZ et de Nous pouvons !,. La publication de la liste est condamnée par de nombreux dirigeants dont celui du SDP, Peđa Grbin et celui de République, Damir Vanđelić,.

## Résultats
|                                                               |                                                               |                                             |           |       |      |               |               |  |  |
| Parti ou coalition                                            | Parti ou coalition                                            | Parti ou coalition                          | Voix      | %     | +/-  | Sièges        | +/-           |  |  |
|                                                               |                                                               | Union démocratique croate (HDZ)             | 729 949   | 34,42 | 4,14 | 56            | 6             |  |  |
|                                                               | Parti social-libéral croate (HSLS)                            | 2                                           | 729 949   | 34,42 | 4,14 | en stagnation |               |  |  |
|                                                               | Parti démocrate-chrétien croate (HDS)                         | 1                                           | 729 949   | 34,42 | 4,14 | en stagnation |               |  |  |
|                                                               | Parti populaire croate - Démocrates libéraux (HNS-LD)         | 1                                           | 729 949   | 34,42 | 4,14 | en stagnation |               |  |  |
|                                                               | Parti croate des retraités (HSU)                              | 1                                           | 729 949   | 34,42 | 4,14 | en stagnation |               |  |  |
| Total coalition Union démocratique croate (HDZ)               | Total coalition Union démocratique croate (HDZ)               | 61                                          | 729 949   | 34,42 | 4,14 | 6             |               |  |  |
|                                                               |                                                               | Parti social-démocrate de Croatie (SDP)     | 538 748   | 25,40 | 0,48 | 37            | 3             |  |  |
|                                                               | Centre (Centar)                                               | 2                                           | 538 748   | 25,40 | 0,48 | 1             |               |  |  |
|                                                               | Parti paysan croate (HSS)                                     | 1                                           | 538 748   | 25,40 | 0,48 | 1             |               |  |  |
|                                                               | Alliance civique libérale (GLAS)                              | 1                                           | 538 748   | 25,40 | 0,48 | en stagnation |               |  |  |
|                                                               | Parti avec un prénom et un patronyme (SSIP)                   | 1                                           | 538 748   | 25,40 | 0,48 | en stagnation |               |  |  |
|                                                               | Parti populaire - Les Réformistes (NS-R)                      | 0                                           | 538 748   | 25,40 | 0,48 | 1             |               |  |  |
| Total Rivières de justice (RP)                                | Total Rivières de justice (RP)                                | 42                                          | 538 748   | 25,40 | 0,48 | 2             |               |  |  |
|                                                               |                                                               | Mouvement patriotique (DP)                  | 202 714   | 9,56  | 1,33 | 13            | 2             |  |  |
|                                                               | Droit et justice (PiP)                                        | 1                                           | 202 714   | 9,56  | 1,33 | 1             |               |  |  |
|                                                               | Bloc pour la Croatie (BZH)                                    | 0                                           | 202 714   | 9,56  | 1,33 | 1             |               |  |  |
| Total coalition Mouvement patriotique (DP)                    | Total coalition Mouvement patriotique (DP)                    | 14                                          | 202 714   | 9,56  | 1,33 | 2             |               |  |  |
|                                                               | Nous pouvons ! (Možemo)                                       | Nous pouvons ! (Možemo)                     | 193 051   | 9,10  | 2,11 | 10            | 4             |  |  |
|                                                               |                                                               | Le Pont des listes indépendantes (Most)     | 169 988   | 8,02  | 0,63 | 9             | 1             |  |  |
|                                                               | Souverainistes croates (HS)                                   | 2                                           | 169 988   | 8,02  | 0,63 | 2             |               |  |  |
| Coalition Pont des listes indépendantes-Souverainistes (Most) | Coalition Pont des listes indépendantes-Souverainistes (Most) | 11                                          | 169 988   | 8,02  | 0,63 | 1             |               |  |  |
|                                                               |                                                               | Plateforme indépendante du nord (NPS)       | 73 485    | 3,47  | Nv   | 2             | 2             |  |  |
|                                                               | Diète démocrate istrienne (IDS)                               | 2                                           | 73 485    | 3,47  | Nv   | 1             |               |  |  |
| Coalition Notre Croatie                                       | Coalition Notre Croatie                                       | 4                                           | 73 485    | 3,47  | Nv   | 1             |               |  |  |
|                                                               | Coalition Focus - République                                  | Coalition Focus - République                | 47 715    | 2,25  | N/a  | 1             | en stagnation |  |  |
|                                                               | Autres partis                                                 | Autres partis                               | 143 895   | 6,78  | –    | 0             | 2             |  |  |
|                                                               |                                                               | Parti démocratique indépendant serbe (SDSS) | 3         | 3     | 3    | 3             | en stagnation |  |  |
|                                                               | Union démocrate des Hongrois de Croatie (HMDK)                | 1                                           | 1         | 1     | 1    | en stagnation |               |  |  |
|                                                               | Alliance des Roms de la république de Croatie (SRRH)          | 1                                           | 1         | 1     | 1    | en stagnation |               |  |  |
|                                                               | Bosniaques ensembles ! (BZ)                                   | 1                                           | 1         | 1     | 1    | 1             |               |  |  |
|                                                               | Indépendants                                                  | 2                                           | 2         | 2     | 2    | en stagnation |               |  |  |
| Minorités nationales                                          | Minorités nationales                                          | 8                                           | 8         | 8     | 8    | en stagnation |               |  |  |
|                                                               |                                                               |                                             |           |       |      |               |               |  |  |
| Votes valides                                                 | Votes valides                                                 | Votes valides                               | 2 120 779 | 97,27 |      |               |               |  |  |
| Votes blancs et invalides                                     | Votes blancs et invalides                                     | Votes blancs et invalides                   | 59 632    | 2,73  |      |               |               |  |  |
| Total                                                         | Total                                                         | Total                                       | 2 180 411 | 100   | –    | 151           | en stagnation |  |  |
| Abstentions                                                   | Abstentions                                                   | Abstentions                                 | 1 342 859 | 38,11 |      |               |               |  |  |
| Inscrits / participation                                      | Inscrits / participation                                      | Inscrits / participation                    | 3 523 270 | 61,89 |      |               |               |  |  |

## Analyse et conséquences

Résultats par circonscription

Après plusieurs semaines d'une campagne électorale acerbe, les élections connaissent une nette hausse de la participation, qui atteint 62 % des inscrits, contre 52 % en 2020. Le scrutin est une victoire en demi-teinte pour l'Union démocratique croate (HDZ) du Premier ministre Andrej Plenković. La coalition menée par l'HDZ arrive en effet largement en tête, mais essuie un recul qui l'éloigne de la majorité absolue des sièges,. De longues et difficiles négociations en vue de la formation d'un nouveau gouvernement de coalition, voire d'un gouvernement minoritaire, sont ainsi attendues.
Le dirigeant du Parti social-démocrate de Croatie (SDP), Pedja Grbin, reconnait dans la soirée que les résultats de la Coalition Rivières de justice menée par son parti « ne sont pas les résultats qu’on espérait ». Il rappelle néanmoins dans la foulée l'importance des négociations à venir et appelle l'ensemble des opposants au gouvernement à ne pas s'allier avec le HDZ. La campagne agressive du président Zoran Milanović à l'encontre du HDZ n'aurait ainsi pas fourni l'effet escompté. Les accusations de corruption et de clientélisme auraient au contraire braqué et mobilisé l'électorat de droite, tout en choquant une partie de celui de gauche, qui se serait tourné vers d'autres formations.
Arrivée troisième, la coalition du Mouvement patriotique (DP) revendique une position de faiseuse de rois. Son dirigeant, Ivan Penava, déclare ainsi au soir du scrutin avoir l'intention de « parler à tous ceux qui nous appelleront ». Les bons résultats des coalitions Pont des listes indépendantes-Souverainistes (Most) et Nous pouvons ! (Možemo) permettent néanmoins à celles-ci de se présenter en alternative au DP auprès de la HDZ et du SDP, en recherche de partenaires de coalition, laissant ainsi très ouvertes les possibilités de composition du nouveau gouvernement.
Fort de sa position de parti attrape-tout, Most se déclare ouvert à une alliance avec l'ensemble des formations politiques à condition de ne pas s'opposer à son programme et de permettre à son candidat, Nikola Grmoja, d'obtenir le poste de Premier ministre. À l'opposé, Nous pouvons ! — qui devient le parti le plus à gauche de la nouvelle législature — refuse toute participation à un gouvernement qui inclurait le DP ou Most, affirmant ainsi être la seule véritable barrière à l'entrée de la droite au gouvernement. Le parti se déclare notamment ouvert à un soutien sans participation d'un gouvernement du SDP, tant que celui-ci n'incorpore pas de membres de la droite,. Le DP s'oppose en retour à la participation à un gouvernement qui inclurait Nous pouvons ! ou le Parti démocratique indépendant serbe (SDSS) de la minorité éponyme, mais reste ouvert à une alliance avec le SDP.
Tout comme la campagne, les négociations post-électorales sont marquées par une décision de la Cour constitutionnelle à l'encontre du président Zoran Milanović. Deux jours après le scrutin, cette dernière juge qu'ayant continué de faire campagne pour le SDP tout en se maintenant au poste de président malgré les avertissements de la Cour le 18 mars, Zoran Milanović est désormais inéligible au poste de Premier ministre, dans le cas où le SDP parviendrait à former un gouvernement de coalition. Le président de la Cour constitutionnelle, Miroslav Separovic, déclare ainsi que « Le président a été prévenu à temps qu’il pouvait participer à la campagne, mais qu’il devait démissionner. Maintenant, c’est fini. Il ne peut plus être Premier ministre. », et que « Tout le monde doit respecter la Constitution et la loi »,. La décision de la Cour provoque une vive polémique, trois de ses treize juges rédigeant une opinion dissidente dans laquelle ils affirment que rien dans la constitution ne permet de la justifier. Rejetant ce qu'ils qualifient de « menaces inconstitutionnelles », les trois juges s'inquiètent publiquement des risques d'une telle sape de la volonté populaire,. Zoran Milanović réagit quant à lui en convoquant une conférence de presse devant une photo de Miroslav Separovic en compagnie des ministres Oleg Butković et Branko Bačić titrée « L'homme de la HDZ », au cours de laquelle il accuse la Cour de préparer un coup d’État,.

## Formation du gouvernement
Après une rencontre de dirigeants de l'Union démocratique croate (HDZ) et du Parti social-démocrate de Croatie (SDP) avec ceux du Mouvement patriotique (DP), un accord est annoncé le 5 mai entre la HDZ et le DP. Andrej Plenković se maintient ainsi au poste de Premier ministre, tandis que le DP obtient trois ministères, ainsi que l'exclusion du Parti démocratique indépendant serbe (SDSS) — allié traditionnel de la HDZ — du nouveau gouvernement,.
Désigné le 10 mai par le président Zoran Milanović pour former un gouvernement, Andrej Plenković dispose de trente jours pour mener à bien cette tâche, avant le vote du Parlement, dont la session inaugurale est convoquée pour le 16 mai. Le jour même de sa désignation, Andrej Plenković présente à Zoran Milanović les signatures de soutiens de 78 députés sur 151, dont l'ensemble des parlementaires de la coalition menée par la HDZ, 12 de ceux du DP, les 4 membres des minorités nationales non-serbes et non-italiennes, et une députée du parti Souverainistes croates, Vesna Vučemilović, qui en est aussitôt exclue. Le 17 mai, le nouveau gouvernement reçoit la confiance du Parlement par 79 voix pour et 61 contre, le député de la minorité italienne se ralliant à la coalition gouvernementale.